# Tập san học thuật

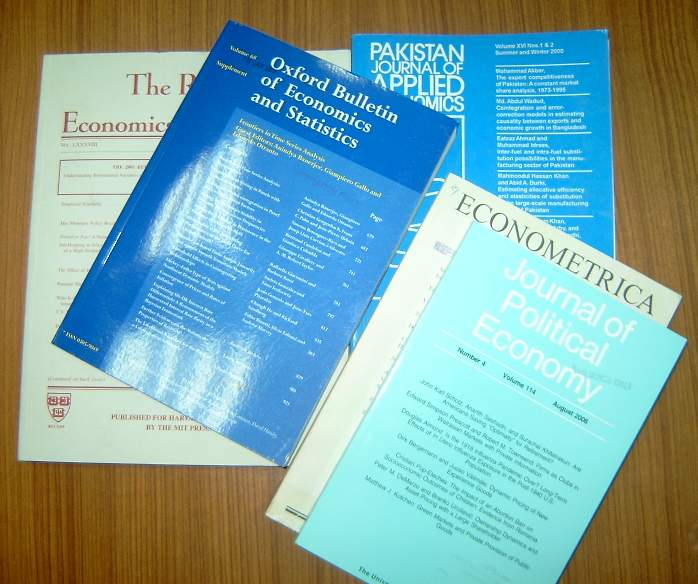
Một số tập san nghiên cứu bình duyệt thuộc lĩnh vực kinh tế học.

Tập san học thuật hay tập san hàn lâm, còn gọi là tạp chí chuyên ngành, là một xuất bản phẩm định kỳ được bình duyệt và thẩm định mà tại đó việc nghiên cứu liên quan tới một ngành học thuật cụ thể được công bố. Tập san học thuật đóng vai trò là diễn đàn để giới thiệu và trình bày cho việc đánh giá nghiên cứu mới, và để phản biện nghiên cứu hiện tại. Nội dung thường có dạng các bài viết trình bày nghiên cứu gốc, và nhận xét vấn đề hoặc cuốn sách nào đó. Mục đích của một tập san học thuật, theo nhà biên tập đầu tiên của tập san học thuật lâu đời nhất thế giới Henry Oldenburg, là để mang tới cho các nhà nghiên cứu một không gian để "truyền đạt hiểu biết của họ tới người khác, và đóng góp điều họ có thể cho mục tiêu vĩ đại mở mang kiến thức tự nhiên và hoàn thiện tất cả các ngành triết học và khoa học".
Thuật từ tập san học thuật được áp dụng cho các xuất bản phẩm thuộc mọi lĩnh vực. Tuy nhiên, các tập san khoa học và tập san khoa học xã hội định tính có hình thức và chức năng khác biệt so với các tập san nhân văn học và khoa học xã hội định lượng.